# Rheinbrücke Germersheim (Eisenbahn)
Die Rheinbrücke Germersheim ist eine zweigleisige Eisenbahnbrücke, die bei Germersheim den Rhein überspannt. Sie liegt im Verlauf der Bahnstrecke Germersheim–Bruchsal.

## Brücke von 1877
Mit einem Staatsvertrag vereinbarten 1871 das Großherzogtum Baden und das Königreich Bayern, zu dem die linksrheinische Pfalz damals gehörte, den Bau einer Eisenbahnstrecke von Bruchsal nach Germersheim mit einer Brücke über den Rhein. Nach langwierigen Diskussionen wurde 1874 die Lage der Rheinquerung nördlich der Festung Germersheim festgelegt. 1875 begannen die Bauarbeiten, am 15. Mai 1877 fand die feierliche Inbetriebnahme des Bauwerks statt.
Der Brückenzug war 302 m lang und bestand über dem Rhein aus drei stählernen Bogenbrücken mit untenliegender Fahrbahn. Die Überbauten hatten bei einer Breite von 7,6 m jeweils eine Länge von 87,6 m und waren für zwei Gleise ausgelegt. Aufgrund gestiegener Streckenlasten wurde die Brückenkonstruktion von 1927 bis 1930 verstärkt. Am 24. März 1945 um ca. 10.20 Uhr wurde die Brücke – als letzte Rheinbrücke zwischen der Schweiz und den Niederlanden – durch die Sprengung eines Pfeilers und eines Widerlagers zerstört.
Ab dem 1. April 1945 errichteten französische Pioniere eine Pontonbrücke, die aber ausschließlich militärischen Zwecken diente. Eine Fähre für den zivilen Straßenverkehr ging erst Mitte 1954 in Betrieb. Die auf die Brücke zuführenden Gleise der Eisenbahn wurden abgebaut.

## Brücke von 1967
Da die Deutsche Bundesbahn die Rheinbrücke für betrieblich nicht notwendig erachtete, unterblieb der Wiederaufbau unmittelbar nach dem Zweiten Weltkrieg. Erst im Jahr 1965 begann die Deutsche Bundesbahn den Bau einer neuen Rheinquerung und eröffnete sie am 23. Oktober 1967 und nahm sie einen Tag später in Betrieb. Die Finanzierung erfolgte durch das Bundesverteidigungsministerium, Hintergrund waren strategische Interessen der NATO. Errichtet wurde eine dreifeldrige, pfostenlose Strebenfachwerkbrücke aus Stahl mit dem Durchlaufträger als Bauwerkssystem in Längsrichtung von einer ARGE des MAN Werks Gustavsburg und der Firma Aug. Klönne. Die Stützweiten der 268 m langen Konstruktion betragen in den Randfeldern 66 m und im Mittelfeld 136 m. Das Fachwerk mit parallelen Gurten und unten liegender Fahrbahn besitzt einen Knotenabstand von 11 m in den Seitenfeldern und 10,46 m im Hauptfeld mit der Schifffahrtsöffnung. Die Systemhöhe des Fachwerks ist 10,0 m, die Gesamthöhe beträgt 11,5 m, der Hauptträgerachsabstand 9,5 m. Die Diagonalen und Obergurte der Fachwerkhauptträger haben 0,7 m breite Kastenquerschnitte, mit Höhen zwischen 0,6 m und 0,76 m. Zwischen Schienenoberkante und Konstruktionsunterkante ist eine Bauhöhe von 1,45 m vorhanden. Die hölzernen Schwellen sind direkt auf je zwei durchlaufenden Längsträgern montiert. Die Fachwerkbrücke lagert linksrheinisch zusammen mit einer 22 m langen Vorlandbrücke aus Spannbeton auf einem Trennpfeiler. Dort sind auch die längsunverschieblichen Lager angeordnet, womit dies der Ruhepunkt des Bauwerks ist. 

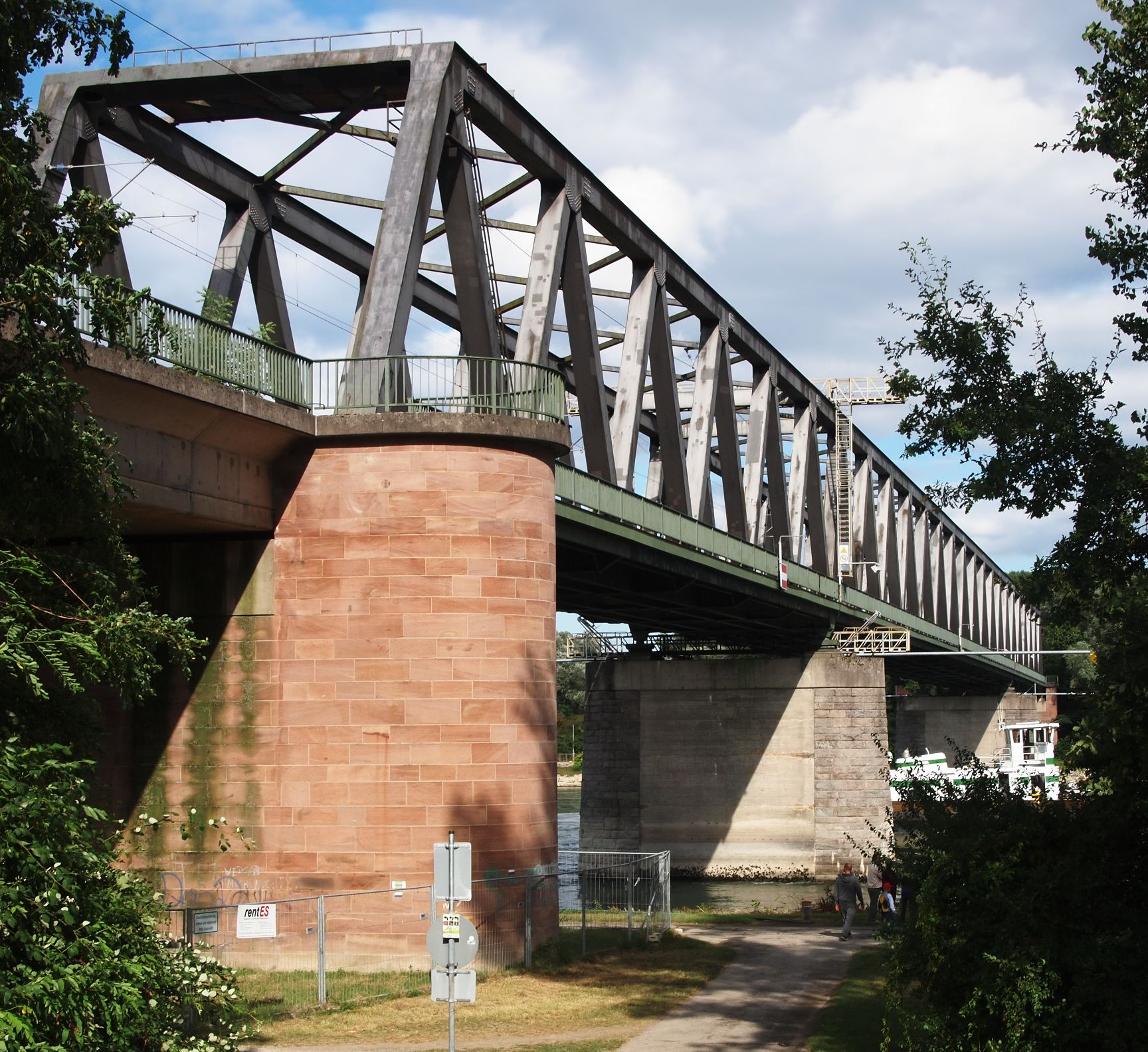
2016

Aufgrund der nach der Brücke anschließenden Gleiskrümmungen sind die Gleislagen auf der Brücke um 15 cm außermittig.
Als nach 1989 das militärstrategische Interesse an der Brücke nachließ, wurde 1994 das südliche Gleis stillgelegt.
Im Rahmen der Erweiterung der S-Bahn RheinNeckar wurde sie – bis Ende 2011 – zusammen mit dem Abschnitt Graben-Neudorf–Germersheim der Bruhrainbahn elektrifiziert.